# 유사 비단어
유사 비단어(類似非單語,pseudoword)란 어떤 특정언어의 음운규칙에 맞고 그 언어에 속한 단어처럼 보이지만 실제로는 존재하지 않는 단어를 말한다. 한국어를 예로 들면 *기우미란 단어는 한국어 음운규칙에 맞고 어감이 고유어처럼 느껴지지만 실제로는 존재하지 않는 단어이다. *경동하극같은 단어는 마치 한자어처럼 느껴지지만, 실재하는 단어가 아니다.(개인적인 조어등은 제외) 이에 비해 어두에 자음군이 오는 경우 *strcty는 한국어 음운규칙상 존재할 수 없는 단어로서 이런 것은 그 언어에 대한 비단어(nonword)라고 한다. 유사비단어나 비단어 등은 언어학 연구나 실험 등에서 자주 사용된다.

## 같이 보기
- 언어습득
- 로렘 입숨
- 신조어
- 견본용 이름
- 방언 (종교)